# 274928 von Weinberg
274928 von Weinberg este o planetă minoră (asteroid), cu un diametru de 1,538 km, din centura de asteroizi. A fost descoperită pe 26 septembrie 2009 la Hans-Ludwig-Neumann-Sternwarte⁠(d) de Rainer Kling⁠(d) și a fost numită după Arthur von Weinberg⁠(d). 
Obiectul prezintă o orbită caracterizată de o semiaxă mare de 2,6800871616852 UAi, o excentricitate de 0,22258174178772, o înclinație de 10,565603493549 ° în raport cu ecliptica.